# Оксиморфон
Оксиморфон (англ. Oxymorphone), який випускається під низкою торгових назв, зокрема Нуморфан і Опана — дуже сильний опіоїдний анальгетик, який застосовується для лікування сильного болю. Зменшення болю після ін'єкції оксиморфону розпочинається приблизно через 5–10 хвилин, після перорального прийому — приблизно через 30 хвилин, і триває приблизно 3–4 години для таблеток із негайним вивільненням і 12 годин для таблеток із пролонгованим вивільненням. Період напіввиведення оксиморфону набагато менший при внутрішньовенному введенні, тому препарат найчастіше використовують перорально. Як і оксикодон, який метаболізується до оксиморфону, оксиморфон є препаратом, яким часто зловживають.
Оксиморфон був уперше синтезований у Німеччині в 1914 році. Він був запатентований в 1955 році, і схвалений для медичного використання в 1959 році. У червні 2017 року FDA звернулося до компанії «Endo Pharmaceuticals» з проханням виключити свій продукт з ринку США. Частково це було пов'язано з епідемією опіоїдів у США та тим фактом, що зміна формули 2012 року не змогла зупинити незаконне ін'єкційне введення наркотику. Компанія прислухалась до звернення, та добровільно припинила постачання свого продукту «Опана ER» до США через місяць. Частина аптечних форм оксиморфону з пролонгованим вивільненням, зокрема, які виробляє «Amneal Pharmaceuticals», все ще доступні в США.

## Медичне використання
Оксиморфон негайного вивільнення показаний для послаблення помірного та сильного болю, зокрема для лікування гострого післяопераційного болю. Для будь-якого хронічного лікування болю лікарям слід розглядати тривале використання препарату лише за умови значної користі від його застосування, яка переважує будь-який потенційний ризик. Лікування хронічного болю першої лінії — це нефармакологічні та неопіоїдні засоби.
Таблетки оксиморфону з пролонгованим вивільненням показані для лікування хронічного болю та лише для осіб, які вже регулярно приймають сильні опіоїди протягом тривалого періоду. Таблетки оксиморфону з негайним вивільненням рекомендуються для лікування проривного болю особам, які приймають версію пролонгованого вивільнення. Порівняно з іншими опіоїдами, оксиморфон має близьку знеболювальну ефективність. У США оксиморфон є контрольованою речовиною Списку II з ACSCN 9652. Таблетки оксиморфону з пролонгованим виділенням слід приймати натще.

## Доступність

### Торгові марки та форми
Оксиморфон продавався у США компанією «Endo Pharmaceuticals» під торговими марками «Опана» та «Опана ER». «Опана ER» був відкликаний виробником у 2017 році через запит FDA, що зробило його недоступним у США. Проте як форми з негайним вивільненням, так і з продовженим вивільненням все ще доступні у США, та постачаються багатьма різними виробниками. Оксиморфон також доступний у формі ін'єкцій для внутрішньовенних, внутрішньом'язових та підшкірних ін'єкцій. Зазвичай використовується лікарська форма з пролонгованим вивільненням (ER) із модифікованим вивільненням, яка модифікує фармакокінетику препарату.

### Лікарські форми для перорального застосування
Оксиморфон випускається у вигляді таблеток з негайним вивільненням по 5 і 10 мг, а також у вигляді таблеток із модифікованим вивільненням по 5; 7,5; 10; 15; 20; 30 і 40 мг.

## Особливі групи населення
Пацієнти, які мають виснаження, мають набагато більший ризик пригнічення дихання. Для таких хворих слід розглянути призначення неопіоїдних анальгетиків.
У пацієнтів похилого віку набагато більша імовірність появи побічних ефектів, таких як падіння, когнітивні розлади та запор, тому їх слід ретельніше контролювати. Зниження функції нирок, пов'язане зі старінням, призводить до зниження кліренсу препарату, що призводить до звуження терапевтичних вікон і збільшення ризику передозування. Якщо оксиморфон абсолютно показаний таким хворим, то їм слід починати лікування з менших початкових доз.
Існує ризик розвитку неонатального симптому відміни у новонародженого, якщо вагітні жінки приймають оксиморфон протягом тривалого періоду. Оксиморфон проникає крізь плаценту та створює ризик вроджених дефектів, уповільненого розвитку плоду, мертвонародження та передчасних пологів. Діти матерів, які фізично залежать від оксиморфону, мають вищий ризик подібної залежності. Через ці серйозні ризики оксиморфон вкрай не рекомендується серед цієї групи населення. Кількість передачі оксиморфону в грудне молоко невідома, тому жінок попереджають про зважування ризиків і переваг перед годуванням груддю під час прийому цього препарату.

## Побічні ефекти
Основні побічні ефекти оксиморфону подібні до побічних ефектів інших опіоїдів, причому запор, нудота, блювання, запаморочення, сухість у роті та сонливість є найпоширенішими побічними ефектами. Цей препарат, як і інші опіоїди, спричинює сильну залежність, і може призвести до хімічної залежності та абстиненції.

## Передозування
Подібно до інших опіоїдів, передозування оксиморфону характеризується пригніченням дихання, сонливістю, що прогресує до ступору або коми, слабкістю скелетних м'язів, холодною та липкою шкірою, а іноді брадикардією та гіпотензією. У важких випадках передозування може виникнути апное, колапс, зупинка серця та смерть.

## Фармакологія

### Фармакодинаміка
Фармакологічні властивості оксиморфону зумовлені шляхом зв'язування та активації μ-опіатних рецепторів і, значно меншою мірою, δ-опіатних і κ-опіатних рецепторів. Його дія на δ-опіатні рецептори може посилити його дію на μ-опіатні рецептори. Оксиморфон у 10 разів сильніший за морфін. Розрахунок відносної активності показав, що 1 мг гідрохлориду оксиморфону дорівнював 9,85 мг сульфату морфіну, або 1,02 мг гідрохлориду оксиморфону було еквівалентно 10 мг сульфату морфіну.
Спорідненість до опіатних рецепторів в оксиморфона відповідає 0,78 нм для μ-опіатних рецепторів, 50 нм для δ-опіатних рецепторів, та 137 нм для κ-опіатних рецепторів; тобто зі співвідношенням 1:64:176.

## Хімічні властивості
Оксиморфон на промисловій основі виробляється з тебаїну, який є незначною складовою опійного маку (Papaver somniferum), але тебаїн міститься у більшій кількості (3 %) у коренях східного маку (Papaver orientale). Німецькі патенти середини 1930-х років вказують на те, що оксиморфон, а також гідроморфон, гідрокодон, оксикодон і ацетилморфон можна отримувати без потреби у газоподібному водні з розчинів кодеїну, морфіну та діоніну кип'ятінням кислого водного розчину або препарату-попередника, розчиненого в етанолі, у присутності певних металів, а саме паладію та платини в тонкому порошку чи колоїдній формі або платинової чорні.
Оксиморфону гідрохлорид зустрічається у вигляді білих кристалів без запаху або білого або майже білого порошку. При тривалому впливі світла колір кристалів темніє. Один грам оксиморфону гідрохлориду розчинний у 4 мл води, і помірно розчинний у спирті та ефірі. Він руйнується при контакті зі світлом.
Оксиморфон може ацетилюватися, як морфін, гідроморфон та деякі інші опіоїди. Моно-, ди-, три- і тетраефіри оксиморфону були розроблені в 1930-х роках, але не використовуються в медицині. Імовірно, можуть бути отримані інші складні ефіри, такі як нікотиніл, бензоїл, форміл, цінімоїл тощо.
У 2013 році Управління боротьби з наркотиками США виділила щорічні квоти на виробництво 18375 кілограмів для конверсії (з оксиморфону можна виготовити низку ліків, як знеболювальних, так і антагоністів опіоїдів, таких як налоксон) і 6875 кг для прямого виробництва кінцевих продуктів. Оксиморфон також є другорядним метаболітом оксикодону, який утворюється шляхом O-деметилювання, опосередкованого CYP2D6.

## Історія
Оксиморфон був вперше синтезований у Німеччині в 1914 році, та запатентований у США компанією «Endo Pharmaceuticals» у 1955 році. Оксиморфон розпочав застосовуватися в США у січні 1959 року, та в інших країнах приблизно в той же час.

## Суспільство і культура

### Торгові марки
Оксиморфон випускається під торговими марками «Нуморфан» (супозиторії та розчин для ін'єкцій), «Опана ER» (таблетка з пролонгованим вивільненням), на запит від FDA знята з продажу в США в червні 2017 року через збільшення частоти застосування внутрішньовенно не за призначенням, «Опана IR» (таблетка з негайним вивільненням), «О-Морфон» у Бангладеш від «Ziska pharmaceutical ltd.».
Торгова марка «Нуморфан» створена за аналогією з назвою «Нукодан» для продукту оксикодону (або навпаки), а також «Параморфан» для дигідроморфіну та «Паракодин» (дигідрокодеїн). Єдиною комерційно доступною сіллю оксиморфону в більшій частині світу є гідрохлорид, який має коефіцієнт перетворення вільної основи 0,891, а оксиморфон гідрохлорид моногідрат має коефіцієнт 0,85.

### Зловживання
У 1924 році США заборонили продаж та імпорт опіуму для виробництва героїну, опіоїдного знеболювального препарату, який використовували не за призначенням.
Починаючи з 1990-х років, зловживання опіоїдами, що відпускаються за рецептом, було поширеною проблемою охорони здоров'я, що спричинює занепокоєння. З 2013 року зі значним зростанням захворюваності та смертності від передозування синтетичними опіоїдами, такими як оксикодон, трамадол і фентаніл, ця проблема переросла в повноцінну епідемію. Це призвело до появи кількох інших проблем охорони здоров'я, включаючи поширення таких захворювань, як гепатит С і ВІЛ.
Станом на 2013 рік у США понад 12 мільйонів осіб зловживали опіоїдами принаймні раз на рік. У 2010 році 16652 смерті в країні були пов'язані з передозуванням опіатів, у 2015 році це число зросло до 33091. У вересні 2013 року нові рекомендації FDA щодо маркування опіоїдів тривалої дії та опіоїдів пролонгованого вивільнення вимагали від виробників видалити помірний біль як показання до застосування препарату, зарезервувавши препарат для «досить сильного болю, щоб потребувати щоденного, цілодобового, тривалого лікування опіоїдами», однак це не обмежувало лікарів призначати опіоїди для помірного болю, використання «за потребою».
У січні 2013 року Центри з контролю та профілактики захворювань повідомили про захворювання, пов'язане з внутрішньовенним зловживанням пероральним препаратом «Опана ER» (оксиморфон) у штаті Теннессі. Це захворювання нагадувало тромботичну тромбоцитопенічну пурпуру. Початково для лікування застосовувалося переливання плазми, як і для тромботичної тромбоцитопенічної пурпури. На відміну від тромботичної тромбоцитопенічної пурпури, не виявлено дефіцитної активності ADAMTS13 або антитіл проти ADAMTS13, що вказує на тромботичну мікроангіопатію з іншої основної причини. Якщо підтверджено зловживання внутрішньовенним введенням оксиморфону, то можна застосувати підтримуючу терапію замість переливання плазми.
У січні 2015 року департамент охорони здоров'я штату Індіана виявив перший спалах ВІЛ, пов'язаний зі зловживанням опіоїдами, що відпускаються за рецептом, у невеликій сільській громаді округу Скотт на південному сході Індіани. Департамент охорони здоров'я озпочав розслідування цього спалаху ВІЛ, після того, як 11 осіб отримали позитивний тест на ВІЛ, зв'язки яких вели до однієї громади. За 3 місяці цього дослідження департамент охорони здоров'я діагностував загалом 135 осіб з ВІЛ, і ця цифра продовжувала зростати. Причина цього спалаху була пов'язана зі спільним використанням голок особами, які зловживають опіоїдами, що в деяких випадках передбачає спільні голки з 9 різними особами.
Наприкінці березня 2015 року звіти вказували, що Остін у штаті Індіана був центром спалаху ВІЛ, спричиненого вживанням оксиморфону як ін'єкційного рекреаційного наркотику. Спалах вимагав екстрених заходів з боку влади штату. «Вбудований» епізод подкасту NPR від 31 березня 2016 року був детальним описом візиту до тих, хто зловживає оксиморфоном, в Остіні. У 2016 році роздрібна ціна оксиморфону становила 140 доларів.
Найпоширенішим опіоїдом під час цього спалаху було визначено «Опана ER», оксиморфон із подовженим вивільненням, виготовлений компанією «Endo Pharmaceuticals», створений для стійкості до роздавлювання. Цю форму препарату, який важко подрібнити, було запущено у виробництво в 2012 році, щоб зменшити ризик зловживання через нюхання подрібненої таблетки. Однак особи, які зловживають опіоїдами, обійшли цю проблему, знайшовши спосіб розчинити та ввести наркотик.
Масштаби цього спалаху привернули увагу як Центрів з контролю та профілактики захворювань, так і FDA. Центри з контролю та профілактики захворювань розпочали ширше розслідування всіх спалахів захворювань, пов'язаних з вживанням «Опана ER», зосередившись на хворобі, подібній до тромботичної тромбоцитопенічної пурпури, під час спалаху 2012 року в штаті Теннессі, а також спалаху ВІЛ у 2015 році в Індіані. У 2012 році FDA розпочало постмаркетингове дослідження безпеки щодо переформулювання «Опана ER», а уряд штату Індіана допоміг профінансувати ще одне дослідження, яке вивчало зв'язок між ВІЛ-інфекцією та ін'єкційним використанням оксиморфону в Індіані з 2014 по 2015 рік. Результати цих досліджень показали, що перетворення «Опана ER» на таблетку, яку важко подрібнити, ненавмисно збільшило ризик передачі інфекцій, що передаються через кров, оскільки люди, які зловживають опіоїдами, перейшли від вживання препарату через ніс до ін'єкції. Ця епідемія призвела до підвищення ризику зараження через кров при вживанні ін'єкційних опіоїдів, порівняної з ризиком зараження під час вживання ін'єкційного героїну чи кокаїну.
У червні 2017 року, зіткнувшись із кризою охорони здоров'я — опіоїдною епідемією, FDA звернулося до «Endo Pharmaceuticals» з проханням «вилучити з ринку опіоїдний знеболюючий препарат „Опана ER“ (оксиморфону гідрохлорид) з новою формою». У своєму прес-релізі від 8 червня 2017 року вони також зазначили, що це був перший випадок, коли FDA вжило заходів, щоб «вилучити з продажу опіоїдні знеболювальні, які зараз продаються, через наслідки зловживання для здоров'я». До 6 липня 2017 року «Endo International» добровільно задовольнила вимогу FDA про вилучення препарату.